# Anarpia incertalis
Anarpia incertalis är en fjärilsart som beskrevs av Philogène Auguste Joseph Duponchel 1833. Anarpia incertalis ingår i släktet Anarpia och familjen Crambidae. Inga underarter finns listade i Catalogue of Life.

## Bildgalleri

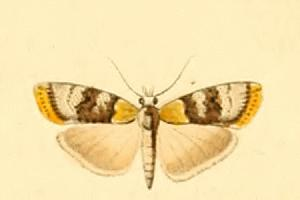